# Margarida Beaufort
Margarida Beaufort, Condessa de Richmond e Derby (Castelo de Bletsoe, 31 de maio de 1443 — Londres, 29 de junho de 1509), foi a mãe do rei Henrique VII de Inglaterra, o patriarca da dinastia Tudor. Era uma descendente de Eduardo III através de João de Gante, duque de Lancastre, e da terceira esposa deste, Catarina Swynford.

## Origens
Margarida era a filha e única herdeira de João Beaufort, 1.º duque de Somerset (1404–1444), um neto legitimado de João de Gante (1.º duque de Lancaster e terceiro filho sobrevivente do rei Eduardo III) e da sua amante e mais tarde esposa, Catarina Swynford. A sua mãe era Margarida Beauchamp.
O ano do nascimento de Margarida é incerto. William Dugdale, um antiquário do século XVII, sugeriu que ela teria nascido em 1441, com base em provas de inquéritos post mortem feitos após a morte do seu pai. Esta teoria foi repetida por vários biógrafos de Margarida, porém, o mais provável é que ela tenha nascido em 1443, uma vez que, em maio desse ano, o seu pai tinha negociado com o rei quem deveria ficar a cargo da sua filha caso ele morresse em batalha.

## Primeiros anos
Quando Margarida nasceu, o seu pai estava a preparar-se para ir para França e liderar uma importante expedição militar às ordens do rei Henrique VI. João Beaufort negociou com o rei para garantir que caso ele morresse em batalha, a guarda de Margarida seria entregue apenas à sua esposa. Uma vez que Beauford era lugar-tenente da coroa, sem estas negociações, a guarda da sua herdeira ficaria a cargo da coroa, em conformidade com o sistema feudal.
Beuford desentendeu-se com o rei depois de regressar de França e foi banido da corte real com uma acusação de traição e morreu pouco depois. Segundo Thomas Basin, Beauford morreu de doença, mas a Crowland Chronicle indicou que a sua causa de morte foi suicídio. A esposa de João Beauford estava grávida na altura em que ele morreu, mas o bebé não sobreviveu e Margarida permaneceu a sua única filha e herdeira de uma fortuna considerável, para além de ter ficado com o lugar do pai na linha de sucessão ao trono. Esta situação fez com que Margarida se tornasse, nas palavras dos seus biógrafos Michael K. Jones e Malcolm G. Underwood: "uma peã na atmosfera política instável da corte de Lencastre".
Depois do primeiro aniversário de Margarida, o rei rescindiu o acordo que tinha com o seu pai e entregou a sua guarda e terras extensas a William de la Pole, 1.º Duque de Suffolk. No entanto, Margarida continuou a viver com a sua mãe. Apesar de ser a única filha legítima do seu pai, Margarida tinha dois meios-irmãos e três meias-irmãs maternas do primeiro casamento da sua mãe. Ela sustentou esta família depois de o seu filho, Henrique VII, subir ao trono.
Margarida casou-se com o filho de William de la Pole, João de la Pole. O casamento pode ter acontecido entre 28 de janeiro de 7 de fevereiro de 1444, quando Margarida tinha possivelmente um ano, mas não mais do que três. Porém, há mais provas que sugerem que eles se casaram em janeiro de 1450, depois de William ser preso e estar à procura de dar uma vida segura ao filho ao casá-lo com a sua protegida convenientemente rica e cujos filhos poderiam reclamar o trono. Uma dispensa papal foi emitida em 18 de agosto de 1450. Esta era necessária porque os membros do casal eram familiares próximos (Margarida e John eram bisnetos de duas irmãs: Katherine Swynford e Philippa Chaucer, respetivamente). Tal representa mais uma prova de que o casamento poderá ter ocorrido em 1450. Três anos depois, o casamento de Margarida com João de la Pole foi dissolvido e o rei Henrique VI entregou a guarda de Margarida aos seus próprios meios-irmãos, Jasper e Edmundo Tudor.

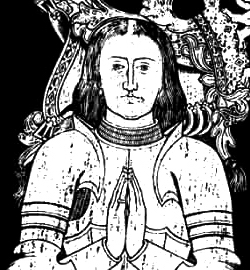
Efígie do túmulo de Edmundo Tudor

Margarida nunca reconheceu o seu casamento com João de la Pole. No seu testamento, escrito em 1472, Margarida refere-se a Edmundo Tudor como o seu primeiro marido. Segundo a lei canónica, o primeiro casamento de Margarida podia ser anulado porque ela se casou antes de fazer 12 anos.
Mesmo antes do anulamento do seu primeiro casamento, Henrique VI escolheu Margarida para noiva do seu meio-irmão, Edmundo Tudor, 1.º Conde de Richmond. Esta união podia fortalecer a pretensão de Edmundo ao trono caso Henrique fosse forçado a designá-lo como herdeiro. Na altura, o rei não tinha filhos, nem irmãos legítimos. Edmundo era o filho mais velho da mãe do rei, Catarina de Valois com Owen Tudor.
Aos nove anos de idade, Margarida teve de aceitar formalmente o casamento. Mais tarde, ela disse que o fez por ter sido guiada pelo divino.
Aos 12 anos, Margarida casou-se com Edmundo Tudor, que era 12 anos mais velho do que ela, em 1 de novembro de 1455. A Guerra das Rosas tinha começado e Edmundo, apoiante da casa de Lencastre, foi aprisionado por forças iorquistas menos de um ano depois. Ele morreu de peste enquanto estava na prisão em Carmarthen em 3 de novembro de 1456, deixando Margarida, na altura com 13 anos, grávida do seu primeiro filho.
Margarida sempre respeitou o nome e a memória de Edmundo como pai do seu único filho. Em 1472, dezasseis anos após a sua morte, Margarida escreveu no seu testamento que queria ser enterrada ao lado de Edmundo, apesar de ter tido uma união longa e estável com o seu terceiro marido, que morreu em 1471.

### Maternidade

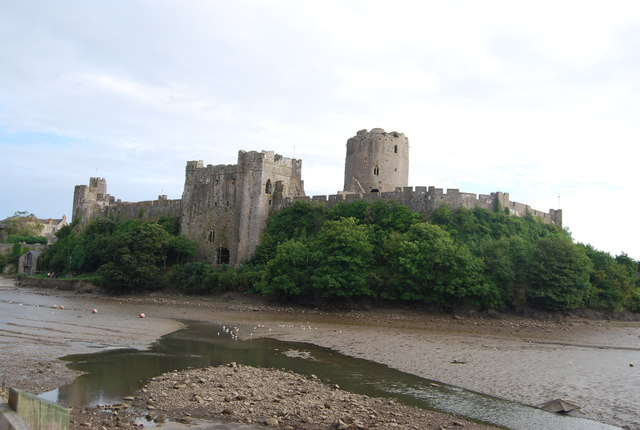
Castelo de Pembroke, onde Margarida deu à luz o seu filho, Henrique Tudor

Enquanto se encontrava ao cuidado do seu cunhado, Jasper Tudor, Conde de Pembroke, Margarida deu à luz um filho em 28 de janeiro de 1457 no Castelo de Pembroke. Margarida tinha apenas 13 anos e, uma vez que ainda não era fisicamente madura, o parto foi muito complicado. O confessor de Margarida, John Fisher, achou um milagre um bebé ter nascido de "uma pessoa tão pequena". O parto pode ter causado danos físicos permanentes a Margarida, uma vez que ela se voltou a casar mais duas vezes e não teve mais filhos. Anos mais tarde, ela elaborou uma série de procedimentos a seguir durante o parto de potenciais herdeiros, talvez com base na sua própria experiência.
Pouco depois de ela regressar à sociedade após o nascimento, Jasper tratou de arranjar mais um casamento para Margarida para garantir a segurança do seu filho. Ela casou-se com Sir Henry Stafford (1425–1471), o segundo filho de Humphrey Stafford, 1.º Duque de Buckingham, em 3 de janeiro de 1458. Margarida tinha 14 anos. Foi necessário emitir uma dispensa papal porque Margarida era prima em segundo grau de Strafford. O casal teve uma união longa e cúmplice e recebeu o Palácio de Woking, que Margarida restaurou. Margarida e o marido receberam terras no valor de 400 marcos, mas a herança de Margarida continuou a ser a sua principal fonte de rendimento. Durante algum tempo, Margarida e o marido tiveram autorização para visitar o filho de Margarida, cuja guarda tinha sido entregue a Jasper Tudor, que vivia com ele no castelo de Pembroke no País de Gales.

## Envolvimento na Guerra das Rosas

### Reino de Eduardo IV
Os vários anos de lutas contra o poder dos Lencastre por parte da Casa de Iorque culminaram na Batalha de Towton em 1461, onde os iorquistas saíram vencedores. Eduardo IV era agora rei de Inglaterra. A luta tinha tirado a vida do sogro de Margarida e forçado Jasper Tudor a fugir para a Escócia e depois para a França para reunir apoio para a causa dos Lencastre. Eduardo IV entregou as terras do filho de Margarida ao seu próprio irmão, o duque de Clarence. Henrique, o filho de Margarida, tornou-se protegido de Sir William Herbert, mas Margarida tinha autorização para o visitar.
Em 1469, o duque de Clarence e o conde de Warwick, descontentes com o reinado de Eduardo IV, incitaram uma rebelião contra o rei, tendo-o capturado depois de uma derrota do seu exército. Margarida aproveitou esta oportunidade para tentar negociar com o duque de Clarence, na esperança de conseguir a custódia e as terras do filho. Porém, pouco tempo depois, Eduardo conseguiu reconquistar o trono.
A insurreição de Warwick resultou num breve regresso ao trono de Henrique VI, da Casa de Lencastre entre 1470 e 1471, que terminou com a vitória dos iorquistas na Batalha de Barnet. Com o regresso ao poder da Casa de Iorque, alega-se que Margarida implorou a Jasper Tudor, que foi obrigado a fugir mais uma vez, para levar Henrique, na altura com 13 anos, com ele. Margarida só voltaria a ver o seu filho 14 anos depois deste episódio.
Em 1471, o marido de Margarida, Lorde Stafford, morreu depois de ser ferido na Batalha de Barnet, onde lutou do lado da Casa de Iorque. Com 28 anos, Margarida era agora viúva pela segunda vez.
Em junho de 1472, Margarida casou-se com Thomas Stanley, o lorde condestável e rei de Man. Os historiadores Michael K. Jones e Malcolm G. Underwood sugeriram que Margarida nunca se considerou um membro da família Stanley. O seu casamento foi essencialmente de conveniência: a união com Stanley permitiu a Margarida regressar à corte de Eduardo IV e de Isabel Woodville. Na verdade, a historiadora Sarah Gristwood especula que Margarida organizou o casamento com o propósito de reabilitar a sua imagem e de assegurar uma boa posição onde pudesse defender o seu filho. Este esforço teve os seus frutos, uma vez que a rainha Isabel escolheu Margarida para ser madrinha de uma das suas filhas.
Raphael Holinshed, um cronista da época dos Tudor, afirmou que o rei Eduardo IV acabou por propor um casamento entre o filho de Margarida e a sua filha, Isabel de Iorque, com a intenção de tirar Henrique Tudor do seu esconderijo em França. O poeta Bernard Andre parece confirmar esta história numa das suas obras, onde descreve a fuga milagrosa de Henrique Tudor das garras dos enviados de Eduardo, tendo sido avisado das intenções do rei pela sua mãe.

### Reinos de Eduardo V e de Ricardo III

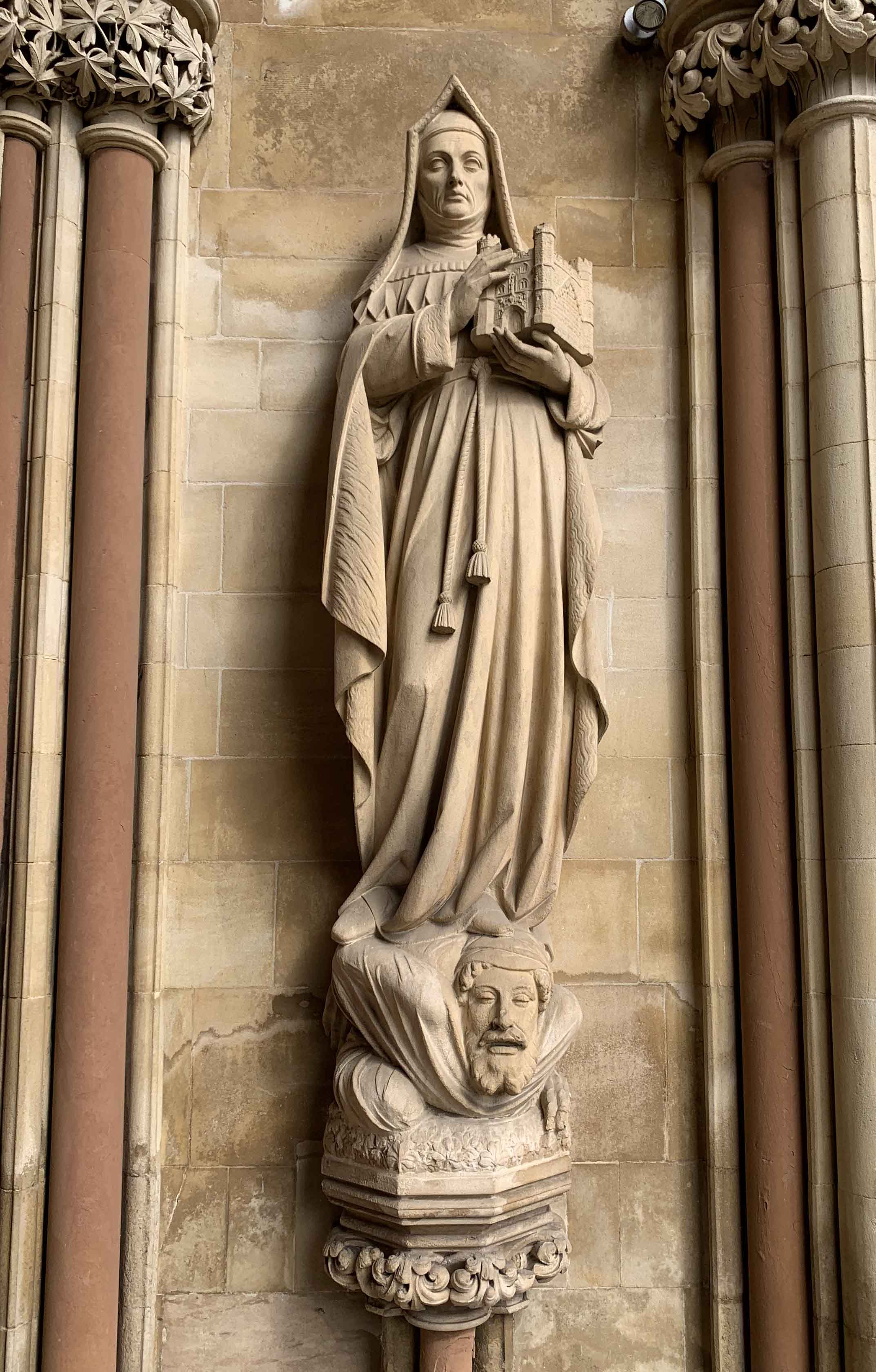
Estátua de Margarida Beaufort na capela de St John's College, Cambridge

Após a morte de Eduardo IV em abril de 1483 e da tomada do trono por Ricardo III em junho do mesmo ano, Margarida regressou rapidamente à corte para servir a nova rainha, Ana Neville. Margarida ajudou a levar a cauda da vestimenta da rainha na sua coroação. Uma vez que queria que o seu filho regressasse à Inglaterra, Margarida parece ter negociado com Ricardo III.
Apesar do que estas negociações possam sugerir, sabe-se que Margarida conspirou com Isabel Woodville, mãe dos dois príncipes que Ricardo III prendeu na Torre de Londres, depois de surgirem rumores de que os dois meninos tinham sido assassinados. Foi nesta altura, segundo Polydore Vergil, Margarida "começou a ter esperança de que a sorte do filho estava a mudar".
Acredita-se que Margarida iniciou conversas com Isabel Woodville através do médico que elas partilhavam, Lewis Caerleon, que entregava as cartas das suas mulheres. Juntas, elas conspiraram para retirar Ricardo do trono e substituí-lo à força pelo filho de Margarida, Henrique Tudor. A aliança entre as duas mulheres assegurou a ascensão da dinastia de Tudor, uma vez que elas acordaram o noivado entre Henrique Tudor e Isabel de Iorque. Elas tinham esperança que esta união tivesse o apoio de ambas as fações da Guerra das Rosas.
Quanto ao destino dos príncipes, a crença geral é a de que Ricardo III terá ordenado a morte dos seus sobrinhos para garantir a sua própria ascensão ao trono. Porém, a historiadora Sarah Gristwood sugere que é possível que tenha sido Margarida a dar a ordem para matar os príncipes. A ascensão de Henrique Tudor ao trono foi certamente acelerada com o desaparecimento dos príncipes e esse pode ter sido motivo suficiente para Margarida, a sua "representante altamente capaz e completamente dedicada", dar a ordem.
Apesar desta sugestão, não há fontes contemporâneas que a corroborem . A maioria dos relatos contemporâneos destacam: "as suas qualidades tremendas, a sua coragem, presença de espírito, lealdade à família e uma consciência profundamente sentida das responsabilidades espirituais de altos cargos", como esclarecem os historiadores Michael K. Jones e Malcolm G. Underwood. Antes destes historiadores, não havia um consenso na comunidade académica sobre o papel, ou a personalidade de Margarida e os relatos históricos variavam entre elogios e a demonização do seu caráter.
Só a partir do século XVII é que algumas retrospetivas religiosas começaram a criticar Margarida, mas só como "uma mulher política e calculista". Considerando todos os aspetos, as palavras dos seus contemporâneos, tais como o historiador dos Tudor, Polydore Vergil, exaltam as qualidades nobres de Margarida e a descrevê-la como "uma mulher muito piedosa".
Erasmo, ao escrever sobre o seu amigo, o bispo John Fisher, elogiou o apoio que Margarida dava a instituições religiosas e ao bispo, o que demonstra mais uma vez a sua natureza pragmática e caridosa.
Em 1483, Margarida esteve certamente envolvida (se é que não foi o cérebro por trás) da Rebelião de Buckingham, liderada por Henry Stafford, 2.º duque de Buckingham. Na verdade, na sua biografia de Ricardo III, o historiador Paul Murray Kendall descreve Margarida como a "Atena da rebelião". Talvez por motivos dúbios (uma vez que podia desejar a coroa para si), Buckingham conspirou com Margarida e Isabel Woodville para retirar Ricardo III do trono. O filho de Margarida devia vir da Bretanha para se juntar ao duque, mas chegou tarde demais.
Em outubro, o esquema de Margarida falhou: o duque de Buckingham foi executado e Henrique Tudor viu-se obrigado a dar meia volta no Canal da Mancha. Ao que parece, Margarida investiu bastante dinheiro na insurreição. Em resposta à sua traição, Ricardo III retirou todos os títulos e terras a Margarida e declarou-a culpada de alta traição.
Porém, Ricardo poupou-a de uma proscrição total ao transferir os bens de Margarida para o seu marido, Lorde Stanley. Na prática, Ricardo também condenou Margarida à prisão, uma vez que ela ficou proibida de sair de casa do marido, na esperança de que esta parasse a correspondência com o seu filho, Henrique. Porém, o seu marido não conseguiu impedi-la de continuar a escrever-lhe e, na altura em que Henrique reclamou o trono, fê-lo graças ao apoio que a sua mãe conseguiu reunir na Inglaterra.
Apesar de ter lutado ao lado de Ricardo III durante a Rebelião de Buckigham, Lorde Stanley não respondeu quando foi convocado para lutar na Batalha de Bosworth Field em 1485. Manteve-se afastado da batalha, mesmo depois de Ricardo III ter feito o seu filho, George Stanley, refém. Depois da batalha, foi Stanley quem colocou a coroa na cabeça do seu enteado, Henrique VII. Este, por sua vez, acabou por lhe dar o título de Conde de Derby, tendo Margarida passado a ser a Condessa de Richmond e Derby. Ela foi investida com a ordem de Dama da Ordem da Jarreteira em 1488.

## Margarida Beaufort no poder

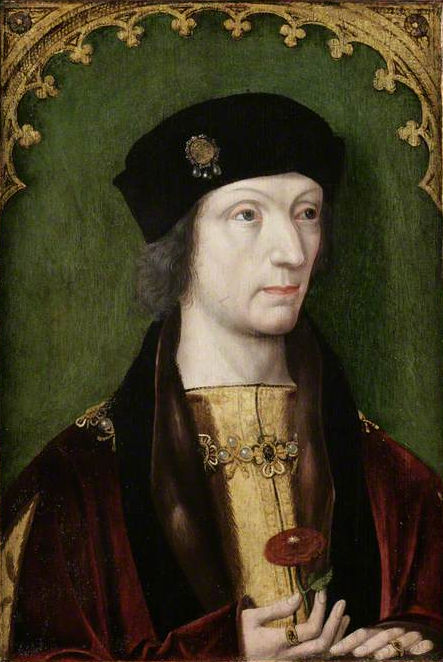
Henrique VII, o único filho de Margarida Beaufort

Depois da vitória do filho na Batalha de Bosworth Field, a condessa passou a ser tratada como "A Senhora Mãe do Rei". O primeiro Parlamento do seu filho reverteu a proscrição a que ela tinha sido condenada e declarou-a uma feme sole. Este estatuto deu a Beaufort uma considerável independência legal e social de homens. Era-lhe permitido ter propriedade de forma separada do marido (como se não fosse casada) e o direito de fazer acusações em tribunal, dois direitos que eram negados a mulheres casadas.
Tal como planeado pelas suas mães, Henrique VII casou-se com Isabel de Iorque. A condessa estava relutante em aceitar um estatuto inferior ao da rainha-viúva Isabel e até da sua nora, a rainha consorte. Ela usava roupa da mesma qualidade da rainha e caminhava apenas meio passo atrás dela. A biógrafa de Margarida, Amy Licence, afirma que isto seria "o protocolo correto da corte", acrescentando que "só havia uma pessoa que sabia verdadeiramente o que Isabel achava de Margarida e ela nunca deixou isso escrito".
Margarida assinou os documentos como M. Richmond desde a década de 1460, porém, em 1499, ela mudou a sua assinatura para Margarida R, o que podia denotar a sua autoridade real (R podia significar regina, a palavra "rainha" em latim normalmente usada por rainhas no poder, ou "Richmond"). Além disso, ela incluiu a coroa dos Tudor e o subtítulo et mater Henrici septimi regis Angliæ et Hiberniæ (e mãe de Henrique VII, rei da Inglaterra e da Irlanda") na sua correspondência.
Muitos historiadores acreditam que a rainha-viúva Isabel Woodville deixou a corte em 1487 em parte a pedido de Margarida, que tinha bastante influência sobre o filho, mas tal é incerto.
Margarida exerceu uma influência política bastante considerável na corte dos Tudor. O poder que ela exercia era bastante evidente: um relatório do enviado espanhol Pedro de Ayala de 1498, afirmava que Henrique era "bastante influenciado pela sua mãe e pelos seus seguidores em assuntos de Estado, em questões pessoais e noutros aspetos". Nos primeiros anos de reinado do filho, os registos indicam que Margarida costumava acompanhar o casal real em viagens.
Apesar de a posição de Margarida na corte ser, até certo ponto, uma forma de exprimir a sua gratidão para com o filho, é provável que ela fosse uma recetora bastante menos passiva do favor de Henrique do que seria de esperar. Como Gristwood sugere na seguinte passagem, Margarida esforçou-se bastante para cimentar a sua posição:
"Teve de ser criada a posição para o tipo de "mãe do rei" que Margarida estava determinada a tornar-se. Talvez se Margarida tivesse sido rainha, um cargo que ela claramente achava que o destino lhe tinha negado, não teria sentido a necessidade de lutar pelos seus direitos de forma tão estridente."
Porém, os pedidos imediatos de Margarida não foram feitos no sentido de obter poderes de reinante sobre outros, mas sim dois pedidos sucintos para independência e liberdade para ela própria. A sua primeira petição anulou a decisão de Ricardo III de lhe retirar as suas terras e a segunda, em novembro de 1485, declarava que ela podia ter acesso a todas as suas propriedades e títulos e podia seguir qualquer ação legal como qualquer "pessoa solteira poderia seguir a qualquer altura", apesar de ela ainda ser casada.
Além disso, como foi o caso com muitas decisões aplicadas para cimentar o poder da nova dinastia, estes Atos do Parlamento parecem ter sido um esforço coletivo que beneficiou tanto a mãe como o filho, uma vez que ao conceder o estatuto de femme sole a Margarida, Henrique e o seu Parlamento tornaram possível o empoderamento da mãe do rei sem dar mais vantagem aos Stanley, visto que Margarida podia usar qualquer riqueza que conseguisse para os seus próprios propósitos, o que prevenia a ideia de que esta pudesse ser ocultada. Na sua crónica, Plydore Vergil avaliou a parceria entre o rei Tudor e a sua mãe, realçando que Henrique lhe tinha concedido uma parte da maioria dos seus recursos públicos e privados, o que contraria qualquer alegação de que Margarida queria mais poder para si.
Numa fase posterior do seu casamento, Margarida preferiu viver sozinha. Em 1499, com a permissão do seu marido, ela fez um voto de castidade na presença de Richard FitzJames, o bispo de Londres. Fazer um voto de castidade enquanto ainda estava casada era algo pouco comum, mas que tinha precedentes. Margarida mudou-se para longe do marido e viveu sozinha em Collyweston, no Northamptonshire. Ela recebia visitas regulares do seu marido, que tinha aposentos reservados na sua casa. Margarida renovou este voto em 1504. A partir da sua residência principal em Collyweston, ela recebeu uma comissão especial para administrar justiça nas Midlands e no Norte.

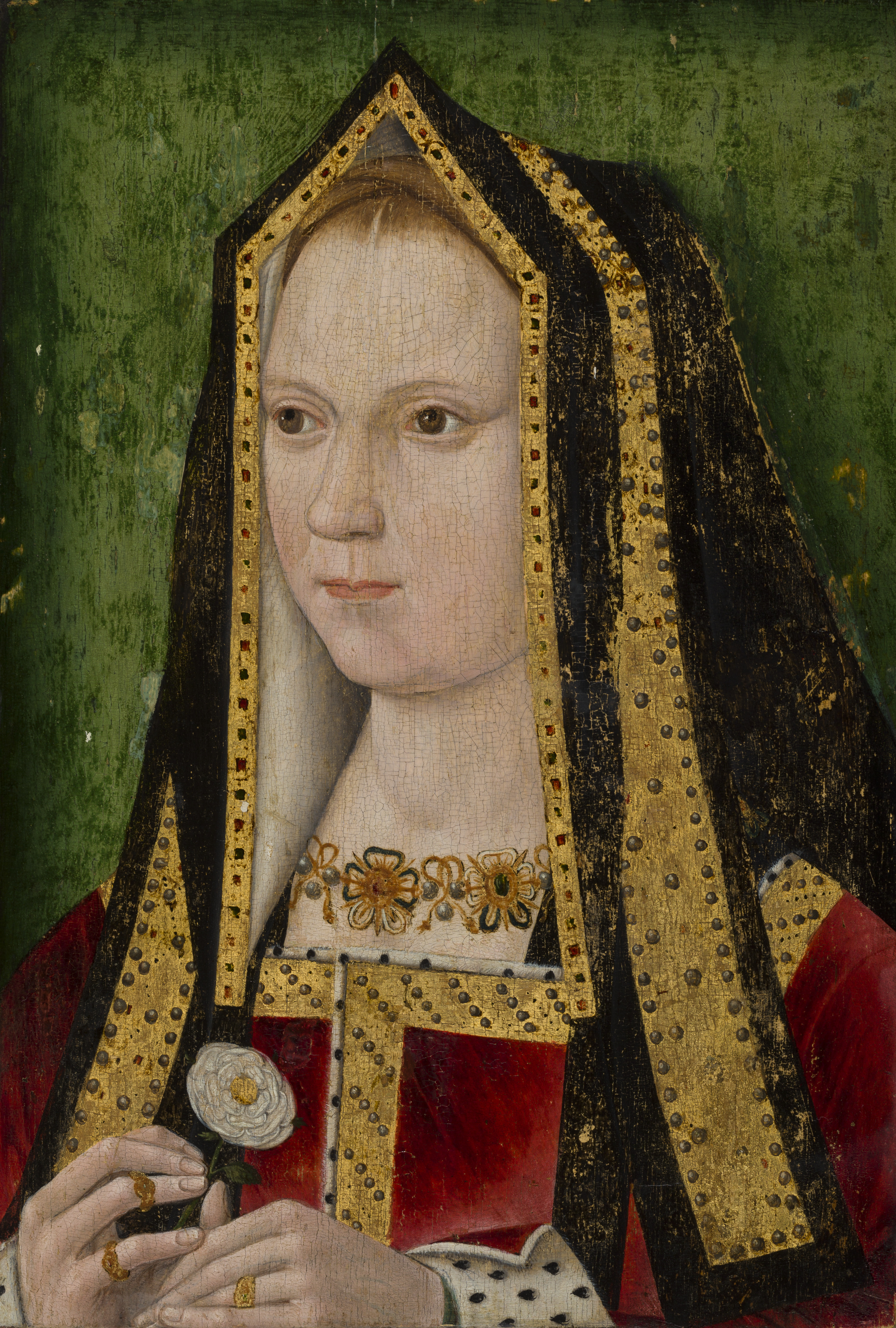
Retrato de Isabel de Iorque

Margarida também se envolveu bastante na vida doméstica da família real. Ela criou um protocolo relativo ao parto e educação dos herdeiros reais. Apesar de muitas vezes a sua relação com a sua nora ser retratada como antagónica, ela e Isabel planearam e organizaram os casamentos das crianças reais. Além disso, escreveram em conjunto a instrução necessária para Catarina de Aragão, que se iria casar com o príncipe Artur. As duas mulheres também conspiraram para evitar que a filha de Isabel e Henrique, Margarida, se casasse com o rei da Escócia quando ainda era demasiado nova. Neste caso, Beaufort escreve que Margarida estava determinada a evitar que a sua neta tivesse o mesmo destino que ela.
Após a morte de Isabel de Iorque em 1503, Margarida tornou-se na principal presença feminina na corte. Quando o príncipe Artur morreu, Margarida desempenhou um papel importante na educação do seu neto, o futuro Henrique VIII, para que este ficasse preparado para o trono.
Margarida era conhecida pela sua educação e fé. Os biógrafos Jones e Underwood afirmam que toda a vida de Margarida pode ser compreendida no contexto do seu "amor profundo e lealdade para com o seu filho". Henrique era igualmente devoto à sua mãe.
Henrique VII morreu em 21 de abril de 1509 e tinha nomeado a sua mãe executora do seu testamento. Durante dois dias após a morte do filho, Margarida esforçou-se para garantir a sucessão sem problemas do seu neto, Henrique VIII. Ela organizou o funeral do filho e a coroação do neto. No funeral do filho, ela teve precedência sobre todas as outras mulheres da família real.
Antes da sua morte, Margarida também deixou a sua marca no início do reinado de Henrique VIII: quando o seu neto de 18 anos escolheu os membros do seu conselho, seguiu as sugestões da sua avó.

## Morte

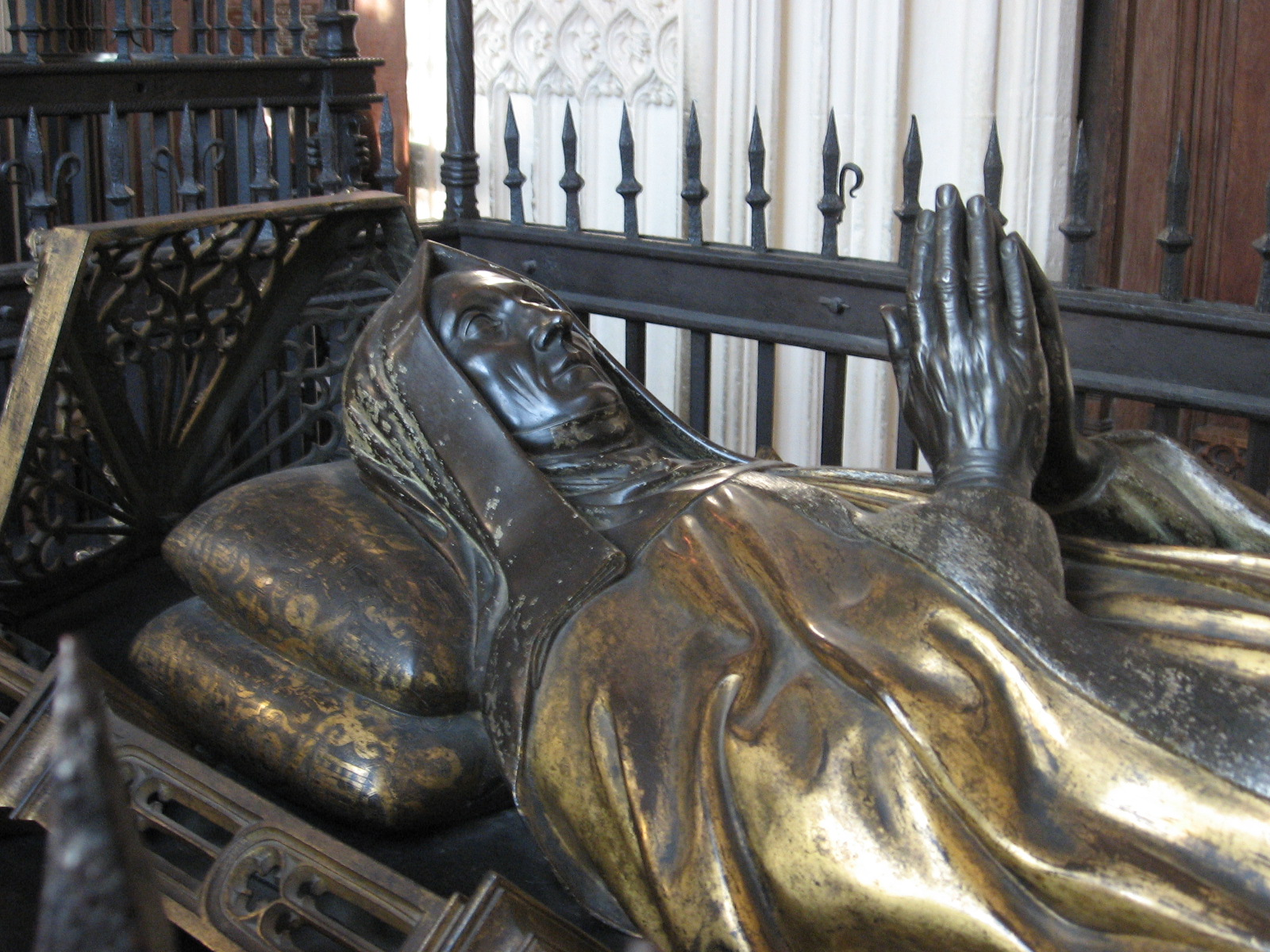
Túmulo de Margarida Beaufort na Abadia de Westminster

Margarida esteva doente vários dias, segundo a lenda, depois de comer uma cria de cisne. Ela morreu na reitoria da Abadia de Westminster em 29 de junho de 1509, no dia do 18.º aniversário do seu neto Henrique VIII, cinco dias após a sua coroação e pouco mais de dois meses depois da morte do seu filho. Margarida foi enterrada na Capela de Henrique VII na Abadia. Atualmente, o seu túmulo encontra-se entre as campas de Guilherme III e de Maria II e a da sua trineta, Maria, rainha dos escoceses.
O seu túmulo foi criado por Pietro Torrigiano, que deve ter chegado a Inglaterra em 1509 e recebeu a comissão no ano seguinte. A escultura de bronze dourado no túmulo mostra Margarida com a cabeça a descansar em almofadas e as mãos levantadas em oração e vestida com roupa característica da viuvez. É provável que o seu rosto tenha sido esculpido a partir de uma máscara mortuária. O túmulo em mármore preto encontra-se decorado com uma insígnia heráldica em bronze aos seus pés.
Erasmo escreveu a inscrição em latim que se encontra no túmulo e que diz: "Margarida, Condessa de Richmond, mãe de Henrique VII, avó de Henrique VIII, que fez donativos aos três monges desta abadia, a uma escola em Wimborne, a um pregador em toda a Inglaterra, dois professores das Escrituras, um em Oxford e um em Cambridge, onde fundou duas escolas: uma dedicada a Cristo e a outra a São João, o Evangelista."